# 5-Vidin (circonscription électorale)
La circonscription électorale 5-Vidin correspond à l'oblast du même nom et envoie 4 députés à l'Assemblée nationale de Bulgarie.

## Résultats électoraux

### Élections législatives de 2022
| Partis                 | Partis                                             | Voix   | %     | Sièges | +/-           | Élus (% valide au vote préférentiel) |
| ---------------------- | -------------------------------------------------- | ------ | ----- | ------ | ------------- | ------------------------------------ |
|                        | Coalition GERB-SDS                                 | 8 217  | 27,84 | 1      |               | Rositsa Kirova (70,72%)              |
|                        | Nous continuons le changement                      | 4 935  | 16,72 | 1      | en stagnation | Ivo Atanasov (84,18%)                |
|                        | Mouvement des droits et des libertés               | 3 900  | 13,22 | 1      | 1             | Dimitar Avramov (16,18%)             |
|                        | BSP pour la Bulgarie                               | 3 401  | 11,52 | 0      | 1             |                                      |
|                        | Bulgarie démocratique                              | 2 304  | 7,81  | 1      | 1             | Lyuben Ivanov (77,95%)               |
|                        | Renaissance                                        | 2 292  | 7,77  | 0      | en stagnation |                                      |
|                        | Réveil bulgare                                     | 988    | 3,35  | 0      | Nv.           |                                      |
|                        | Il y a un tel peuple                               | 955    | 3,24  | 0      | 1             |                                      |
|                        | Debout.BG ! Nous arrivons !                        | 385    | 1,30  | 0      | en stagnation |                                      |
|                        | VMRO - Mouvement national bulgare                  | 147    | 0,50  | 0      | en stagnation |                                      |
|                        | Mouvement des candidats indépendants               | 139    | 0,47  | 0      | en stagnation |                                      |
|                        | Union nationale Attaque                            | 119    | 0,40  | 0      | en stagnation |                                      |
|                        | Social-démocratie bulgare - EuroGauche             | 102    | 0,35  | 0      | en stagnation |                                      |
|                        | Bulgarie juste                                     | 96     | 0,33  | 0      | en stagnation |                                      |
|                        | Russophiles pour le renouveau de la patrie         | 82     | 0,28  | 0      | en stagnation |                                      |
|                        | Union bulgare pour la démocratie directe           | 73     | 0,25  | 0      | en stagnation |                                      |
|                        | Coalition pour toi Bulgarie                        | 62     | 0,21  | 0      | en stagnation |                                      |
|                        | Voix du peuple                                     | 60     | 0,20  | 0      | en stagnation |                                      |
|                        | Front national pour le salut de la Bulgarie        | 44     | 0,15  | 0      | en stagnation |                                      |
|                        | Morale, Initiative et Patriotisme                  | 43     | 0,15  | 0      | en stagnation |                                      |
|                        | Démocratie directe                                 | 42     | 0,14  | 0      | en stagnation |                                      |
|                        | Mouvement national - Unité                         | 39     | 0,13  | 0      | Nv.           |                                      |
|                        | La Bulgarie du travail et de l'intelligence        | 32     | 0,11  | 0      | en stagnation |                                      |
|                        | Pravoto                                            | 31     | 0,11  | 0      | en stagnation |                                      |
|                        | Union conservatrice de la droite                   | 28     | 0,09  | 0      | en stagnation |                                      |
|                        | Union nationale bulgare - Nouvelle démocratie      | 26     | 0,09  | 0      | en stagnation |                                      |
|                        | Parti populaire - La Vérité et seulement la vérité | 23     | 0,08  | 0      | Nv.           |                                      |
|                        | Unification nationale bulgare                      | 19     | 0,06  | 0      | en stagnation |                                      |
|                        | « Aucun de ces choix »                             | 926    | 3,14  | –      | –             | –                                    |
|                        |                                                    |        |       |        |               |                                      |
| Suffrages exprimés     | Suffrages exprimés                                 | 29 510 | 99,07 |        |               |                                      |
| Votes nuls             | Votes nuls                                         | 276    | 0,93  |        |               |                                      |
| Total                  | Total                                              | 29 786 | 100   | 4      | en stagnation | –                                    |
| Abstentions            | Abstentions                                        | 53 777 | 64,36 |        |               |                                      |
| Inscrits/Participation | Inscrits/Participation                             | 83 563 | 35,64 |        |               |                                      |

### Élections législatives de 2023
| Partis                 | Partis                                                | Voix   | %     | Sièges | +/-           | Élus                 |
| ---------------------- | ----------------------------------------------------- | ------ | ----- | ------ | ------------- | -------------------- |
|                        | Coalition GERB-SDS                                    | 8 813  | 28,82 | 1      | en stagnation | Rositsa Kirova       |
|                        | Nous continuons le changement - Bulgarie démocratique | 6 229  | 20,37 | 1      | 1             | Lyuben Ivanov        |
|                        | Mouvement des droits et des libertés                  | 4 290  | 14,03 | 1      | en stagnation | Stanislav Anastassov |
|                        | Renaissance                                           | 3 458  | 11,31 | 3      | 1             | Valeri Sirakov       |
|                        | BSP pour la Bulgarie                                  | 3 442  | 11,25 | 0      | en stagnation |                      |
|                        | Il y a un tel peuple                                  | 947    | 3,10  | 0      | en stagnation |                      |
|                        | Réveil bulgare                                        | 947    | 3,10  | 0      | en stagnation |                      |
|                        | La Gauche !                                           | 605    | 1,98  | 0      | en stagnation |                      |
|                        | Mouvement national pour la stabilité et le progrès    | 188    | 0,61  | 0      | en stagnation |                      |
|                        | Bulgarie neutre                                       | 115    | 0,37  | 0      | en stagnation |                      |
|                        | Union conservatrice de la droite                      | 82     | 0,27  | 0      | en stagnation |                      |
|                        | Hors de l'UE et de l'OTAN                             | 69     | 0,23  | 0      | en stagnation |                      |
|                        | Parti populaire - La Vérité et seulement la vérité    | 53     | 0,17  | 0      | en stagnation |                      |
|                        | Social-démocratie bulgare - EuroGauche                | 50     | 0,16  | 0      | en stagnation |                      |
|                        | Ensemble                                              | 47     | 0,15  | 0      | en stagnation |                      |
|                        | Voix du peuple                                        | 35     | 0,11  | 0      | en stagnation |                      |
|                        | Unification nationale bulgare                         | 27     | 0,09  | 0      | en stagnation |                      |
|                        | Union nationale bulgare - Nouvelle démocratie         | 22     | 0,07  | 0      | en stagnation |                      |
|                        | Morale, Initiative et Patriotisme                     | 17     | 0,06  | 0      | en stagnation |                      |
|                        | Parti socialiste - Voie bulgare                       | 15     | 0,05  | 0      | en stagnation |                      |
|                        | Union bulgare pour la démocratie directe              | 13     | 0,04  | 0      | en stagnation |                      |
|                        | « Aucun de ces choix »                                | 1 159  | 3,79  | –      | –             | –                    |
|                        |                                                       |        |       |        |               |                      |
| Suffrages exprimés     | Suffrages exprimés                                    | 30 583 | 97,96 |        |               |                      |
| Votes nuls             | Votes nuls                                            | 637    | 2,04  |        |               |                      |
| Total                  | Total                                                 | 31 220 | 100   | 4      | en stagnation | –                    |
| Abstentions            | Abstentions                                           | 51 720 | 62,36 |        |               |                      |
| Inscrits/Participation | Inscrits/Participation                                | 82 940 | 37,64 |        |               |                      |